# 火の玉スポーツ列伝!
『火の玉スポーツ列伝!』（ひのたまスポーツれつでん）は、2001年4月20日から同年9月21日までテレビ東京系列局で放送されていたスポーツバラエティ番組である。放送時間は毎週金曜 22:00 - 22:54 （日本標準時）。
番組は毎回様々なテーマを設けてはスポーツを徹底的に分析・解説していた。

## 出演者

### レギュラー
- 西川きよし
- 赤坂泰彦
- 浅草キッド（水道橋博士、玉袋筋太郎）
- 吉本多香美
- 練木有美子 - 2001年7月6日放送分まで出演[2]。
- トニー・ミッチェル

### コメンテーター
- ターザン山本
- 堀田延
- 飯星景子 - 2001年6月29日放送分から出演[3]。